# 聖埃爾莫 (科羅拉多州)
聖埃爾莫（英語：St. Elmo）是位於美國科羅拉多州查菲縣的一個非建制地區。該地的面積和人口皆未知。

## 地理
聖埃爾莫的座標為38°42′17″N 106°20′42″W / 38.70472°N 106.34500°W，而該地的平均海拔高度為3514米（即11529英尺）。